# Demi Schuurs
Demi Schuurs (n. 1 august 1993) este o jucătoare de tenis din Țările de Jos specializată în jocul la dublu. A câștigat 14 titluri la dublu în Turul WTA iar în Circuitul ITF un titlu la simplu și 20 la dublu. În octombrie 2018 a ajuns pe locul 7 mondial la dublu, în clasamentul WTA.